# Stackelberg (Adelsgeschlecht)

Stammwappen derer von Stackelberg

Stackelberg (alt Stakilberg, russisch Стакельберг Stakelberg) ist der Name eines alten, ursprünglich deutschen Adelsgeschlechts. Die Herren von Stackelberg gelangten mit der Kolonisierung des Ostseegebietes nach Livland und gehören zum baltischen Uradel. Sie standen in russischen oder schwedischen Diensten, verschiedene Zweige der Familie bestehen bis heute.

## Geschichte
Die Bedeutung des Familiennamens ist ungeklärt. Der Name kann sich von Stecken (Bäumen) auf einem Berg ableiten oder auch von einem „stahelen“ (steilen) Berg. Das Familienwappen lässt beide Deutungen als möglich erscheinen.
Erstmals urkundlich erwähnt wird das Geschlecht im Jahre 1244 in Köln mit Waldewerus de Stackelberg, und 1306 in Riga mit Henricus de Stackelberg, Vasallen des Bischofs von Dorpat. Die Stammreihe beginnt erst mit Arent Stackelberg († vor 1504).
Die Söhne des Dorpater Stiftsvogts Peter von Stackelberg († 1545) begründeten die vier Linien von Kawer-Kreuzhof, von Camby-Isenhof, von Memskul-Piddul und von Oldenhorn-Hallinap, die sich in Livland, Estland, Schweden, Finnland und Russland ansiedelten. Die dritte und vierte Linie spaltete sich in weitere Zweiglinien auf. Deren Mitglieder konnten ihre Güter und Besitzungen erheblich erweitern. Sie besaßen noch vor dem Ersten Weltkrieg 28 Stammhäuser mit 1677 Quadratkilometern Grundbesitz. Danach wurden sie, bis auf wenige Restgüter, entschädigungslos enteignet.
Einzelne Angehörige und Zweige der Familie wurden 1714 in den schwedischen Freiherrenstand und 1727 in den schwedischen Grafenstand erhoben. 1763 erfolgte die Erlaubnis zur Führung des Grafentitels für alle Generäle im Königreich Schweden. Die Erhebung in den Grafenstand im Heiligen Römischen Reich erfolgte 1775 und 1786. Eine russische Anerkennung zur Führung des Baronstitels wurde am 7. Dezember 1854 erteilt.

## Wappen
Das Stammwappen zeigt in Gold auf grünem Dreiberg zwei wachsende natürliche Lindenstämme mit je einem außen hängenden Blatt. Auf dem Helm mit grün-goldenen Decken ein wachsender goldener Löwe mit roter Zunge zwischen den Lindenstämmen.

Wappen der Barone von Stackelberg (1854)
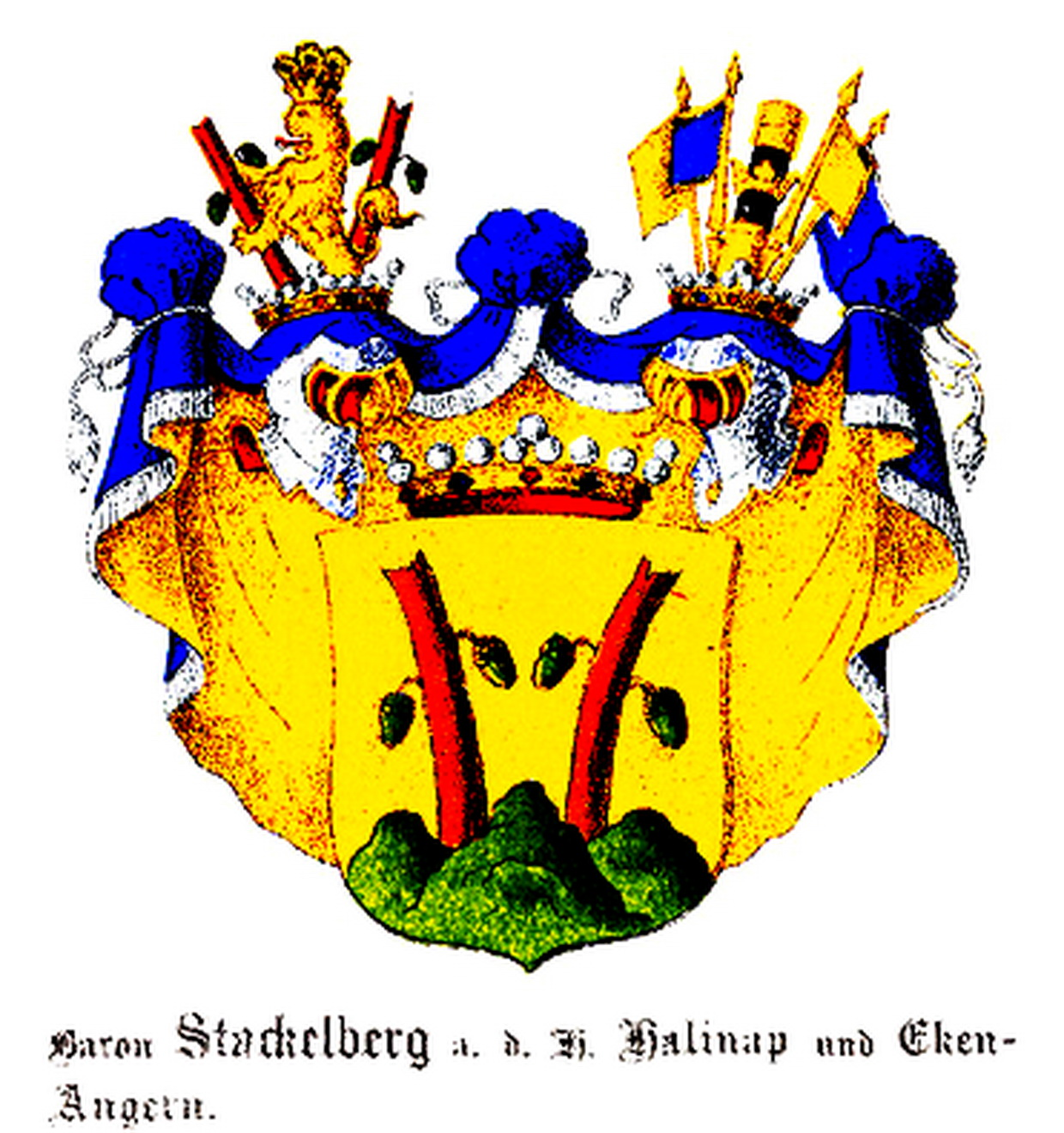
Wappen aus dem Baltischen Wappenbuch
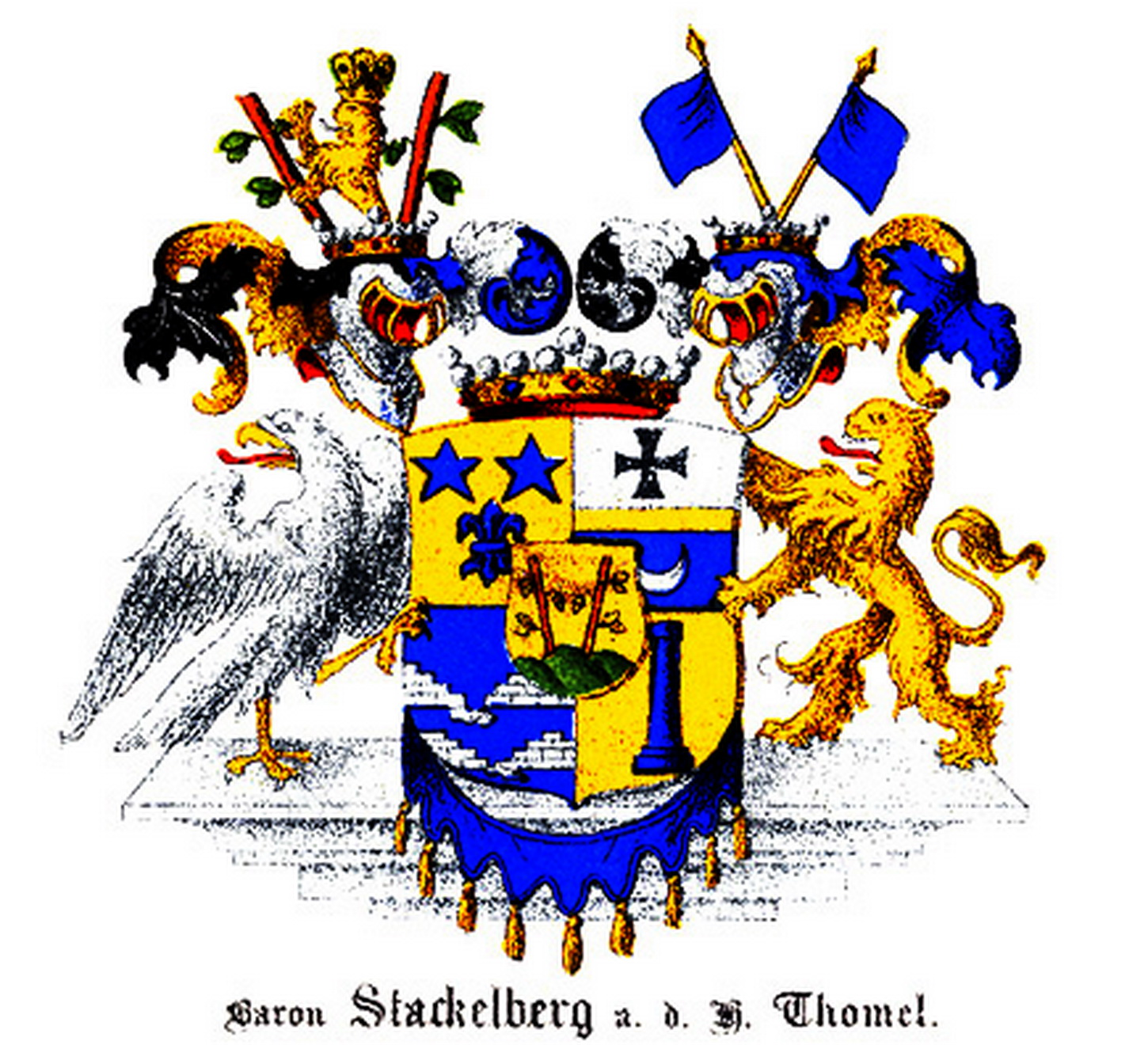
Wappen des Hauses Thomel
Wappen des Hauses Thomel
Wappen Otto Magnus von Stackelberg (1736–1800)
Wappen derer von Stackelberg (1763)
Wappen Berndt Ottos I. von Stackelberg (1662–1734)

## Familienmitglieder und Genealogie
Haus Stackelberg, Stakilberg im Heiligen Römischen Reich, Reichsgrafenstand ab 1775 und 1786; Stammlinie ab Arend
- Heinrich von Stackelberg, Henricus de Stakilberg (um 1305), Vertrauensmann und Vasall des Bischofs von Dorpat
- Arend Stackelberg (Stakilberg) (1444–1502) ⚭ Margareta Turesdotter Engedes
  - Peter von Stackelberg (Stakilberg) (~1480–1545), Stiftsvogt von Dorpat und Mitglied des Reichskammergerichts

⚭(I)? Anna von Buxhoewden, ⚭(II)? Magdalena von Asserien, sechs Kinder
Söhne begründen die Hauptstämme Kagrimois, Camby, Memskull, Oldenthorn

Russische Stakelberg in Estland, Adelsmatrikel 12. Juni 1746, Barone ab 7. Dezember 1854
- Carl Wilhelm von Stackelberg (um 1670) ⚭ Anna Elisabeth
  - Otto Magnus von Stackelberg (* 1704, † 1765), Generalmajor, estnischer Landrat und Landmarschall (Ritterschaftshauptmann)

⚭ Magdalena von Bellingshausen
  - Otto Magnus von Stackelberg (* 7. Feb. 1736, † 1800), Reichsgraf, zaristischer Diplomat

⚭ 1758 Sophia Gerdruta von Völckersahm (verwitwet von Tiesenhausen)
  - Gustav Ernst Graf Stackelberg, auch Gustav Ottonowitsch Stakelberg (5. Juni 1766, † 1850), Wirklicher Geheimrat, Diplomat, Botschafter in Sizilien, Helvetische Republik, Holland, Preußen, Österreich und beim Wiener Kongress

⚭ 1805 Karoline Gräfin von Ludolf
  - Ernest Gustavowitsch Stakelberg, dt. Ernst Johann von Stackelberg (1813–1870), russischer Militär und Diplomat, Botschafter in Sardinien, Spanien, Italien, Österreich/Österreich-Ungarn, Frankreich

  - Adam Friedrich von Stackelberg (* 1703, † 1768), estländischer Landrat, Ritterschaftshauptmann und Absolvent der Albertina von Königsberg (Stamm Memskull)
    - Otto Christian Engelbrecht von Stackelberg (* 12. Sept. 1735, † 17. Feb. 1792), russischer Kammerherr und Oberst, Kommandeur der holsteinischen Garde-Dragoner

⚭ Anna Gertruda von Dücker (* 17. Feb. 1750 in Narwa, † 1. Nov. 1820), 16 Kinder
    - Otto Magnus von Stackelberg (* 1786, † 1837), deutschbaltischer Künstler und Archäologe in Bassae
    - Otto Gustav von Stackelberg (* 1771, † 1811), estländischer Ritterschaftshauptmann/Landmarschall (zählt zum Stamm Camby)

weitere bedeutende Angehörige
- Reinhold von Stackelberg (1797–1869), livländischer Diplomat
- Alexander von Stackelberg (1833–1898), russländischer Geheimrat und Senator
- Otto Magnus von Stackelberg (1867–1947), Autor und Genealoge
- Traugott von Stackelberg (1891–1970), Mediziner, Maler, Schriftsteller
- Jürgen von Stackelberg (1925–2020), Romanist
- Heinrich Freiherr von Stackelberg (1905–1946), deutscher Ökonom
- Hans Freiherr von Stackelberg (1924–2022), Kapitän zur See a. D., Kommandant des Segelschulschiffs der Bundesmarine „Gorch Fock“
- Hubertus von Stackelberg (* 1953), deutscher Hochschullehrer, Trompeter und Basketballspieler
- Camilla von Stackelberg (1895–1978), Schriftstellerin
- Curt von Stackelberg (1910–1994), deutscher Jurist und Strafverteidiger
- Karl-Georg von Stackelberg (1913–1980), Marktforscher und Schriftsteller
- Georg August Paul Freiherr von Stackelberg (russisch Георгий Карлович Штакельберг), (1851–1913), russischer General im Krieg gegen Japan 1905
- Berndt Otto I. von Stackelberg (1662–1734), Erbherr auf Hallinap, Baron und schwedischer Feldmarschall
- Berndt Otto II. von Stackelberg (1703–1787), Oberbefehlshaber und Feldmarschall der schwedischen Truppen in Finnland

## Weitere Literatur
- Freiherr Traugott von Stackelberg. In: Claus Bernet: Quäker aus Politik, Wissenschaft und Kunst. Ein biographisches Lexikon. 2. Auflage, Traugott Bautz, Nordhausen 2008, S. 193–196. ISBN 978-3-88309-469-4.